# Organización de la Luftwaffe (1933-1945)
Entre 1933 y 1945, la organización de la Luftwaffe sufrió varios cambios. Originalmente, el alto mando militar alemán, para sus fuerzas aéreas, decidió utilizar una estructura organizativa similar a la del ejército y la marina, tratando la rama de la aviación como un arma de guerra estratégica. Más tarde, durante el período de rápido rearme, la Luftwaffe se organizó de forma más geográfica.
Según los términos del Tratado de Versalles (1919), a Alemania se le prohibió tener una fuerza aérea, disolviendo la Luftstreitkräfte del antiguo Imperio Alemán en 1920. Los pilotos alemanes fueron entrenados en secreto para la aviación militar, primero en la Unión Soviética a finales de la década de 1920 y luego en Alemania a principios de los años treinta. En Alemania, la formación se realizó bajo la apariencia de la Asociación Alemana de Deportes Aéreos (en alemán: Deutscher Luftsportverband (DLV)) en la Escuela Central de Pilotos Comerciales (en alemán: Zentrale der Verkehrs Fliegerschule (ZVF)).
Tras su formación en secreto el 15 de mayo de 1933, la formación del brazo aéreo alemán se anunció abiertamente en febrero de 1935, con el Reichsmarschall Hermann Göring como su Comandante en Jefe (en alemán: Oberbefehlshaber der Luftwaffe), en flagrante desafío al Tratado de Versalles. Los planes iniciales eran para el crecimiento a largo plazo de la Luftwaffe durante un período de cinco años con la intención de utilizarla como fuerza estratégica. Estos planes cambiaron varias veces, especialmente después de la muerte de Walther Wever en junio de 1936 y la sucesión de Ernst Udet. El enfoque y el papel de la Luftwaffe se convirtieron en apoyo terrestre al ejército alemán durante sus campañas de la guerra relámpago (Blitzkrieg). Göring, utilizando su capital político, pudo conseguir que se asignaran importantes recursos a la Luftwaffe, más que al ejército (Heer) o a la marina (Kriegsmarine); con las tres fuerzas existentes dentro de las fuerzas armadas alemanas combinadas dentro de la Wehrmacht. Esto convirtió a la Luftwaffe en una de las fuerzas aéreas más poderosas de Europa durante sus primeros años. En parte debido a su función de apoyo terrestre, la Luftwaffe se reorganizó de manera similar a las unidades del ejército, con una unidad controlando un área específica. Cada unidad de la Luftwaffe era autónoma y tenía control total sobre todos los aspectos de las fuerzas de la Luftwaffe en esa área.
Antes de convertirse en jefe de la Luftwaffe, Göring fue Ministro del Interior de Prusia. En esta posición había formado su propio ejército, desde un departamento de policía de 400 hombres hasta el tamaño de un regimiento. Cuando Göring se hizo cargo de la Luftwaffe, trajo el regimiento consigo y creó sus propias fuerzas terrestres en forma de Divisiones de Campo de la Luftwaffe y Regimientos de Paracaidistas (Fallschirmjäger). Finalmente incluyó un regimiento de tanques (1. Fallschirm-Panzer-Division Hermann Göring), unidades antiaéreas y un regimiento de transmisiones (Luftnachrichten Regiment) bajo el paraguas de la Luftwaffe.

## Formación y expansión
Artículo principal: Luftwaffe
Antes de las décadas de 1930 y 1940, el poder aéreo no había madurado lo suficiente como para ser considerado un arma de guerra dominante. A diferencia de las otras dos fuerzas, el poder aéreo no contaba con experiencia previa a la que recurrir. Esto resultó en que la fuerza aérea tuviera que aprender de la experiencia y no de la teoría. No había ideas coherentes para la organización de una fuerza aérea estructurada y moderna. Una corriente de pensamiento subordinaba la fuerza aérea al ejército en apoyo de las operaciones terrestres y a la marina para las tareas marítimas. Estaría compuesto por soldados o marineros entrenados para volar.

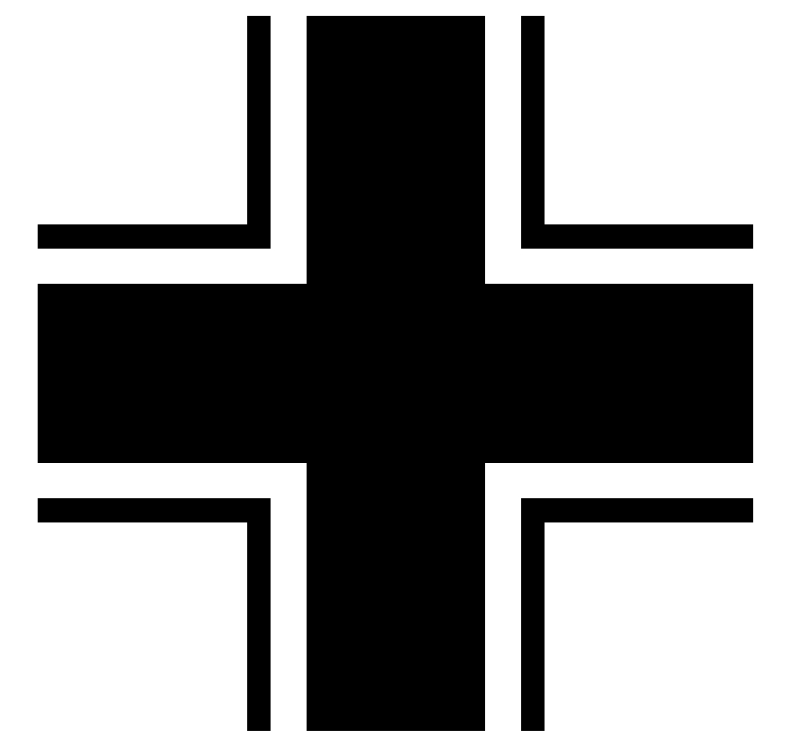
El emblema de las fuerzas armadas alemanas durante la Segunda Guerra Mundial era la cruz de barras (en alemán: Balkenkreuz), vista en su forma de "flanco estrecho" en el ala superior de la Luftwaffe.

La segunda teoría imaginaba una fuerza aérea centralizada y bien organizada que se utilizaría como arma de guerra, al igual que el ejército y la marina. Los aviadores alemanes de la Primera Guerra Mundial siguieron este proceso de pensamiento. Dado que contaban con el respaldo de la dirección política alemana, así es como se concibió y formó originalmente la Luftwaffe. Siguiendo la tradición de poner a un soldado a cargo del ejército y a un marinero a cargo de la marina, se designó a un aviador para dirigir la Luftwaffe: el Reichsmarschall Hermann Göring, también ministro del gabinete para la aviación. Göring formó un Mando de la Luftwaffe (Oberkommando der Luftwaffe) para la gestión operativa.
Dentro del liderazgo de la fuerza aérea alemana, la opinión general era que la Luftwaffe era una fuerza aérea táctica más que estratégica. Por lo tanto, para apoyar a los distintos grupos de ejércitos, la Luftwaffe se organizó de manera similar al ejército. Sus unidades tenían una composición flexible y se agregaban o eliminaban subunidades cuando era necesario. Estas subunidades tendían a ser semiautónomas y muy móviles. Esto ofrecía la flexibilidad necesaria para apoyar a las unidades terrestres.
Desde el inicio de la Guerra civil española, la Luftwaffe estuvo en acción continuamente sin tiempo para descanso ni entrenamiento. Múltiples actos políticos y la consiguiente necesidad de una demostración de fuerza obligaron a la Luftwaffe a estar en perpetuo estado de preparación. Esto no dejó tiempo para la estrategia organizacional. Göring complicó la jerarquía al poner bajo su mando a los paracaidistas (Fallschirmjäger) y a los Flak Corps (unidades antiaéreas). Debido a sus diferencias políticas con la dirección del ejército, levantó su propia fuerza policial como Ministro del Interior de Prusia. Más tarde se convirtió en el Cuerpo Paracaidista Blindado (Fallschirmjägerpanzerkorps).
En septiembre de 1939, la Luftwaffe tenía un total de 4.000 aviones y 400.000 efectivos. Esta fuerza había aumentado a 1.700.000 en 1941. En total, 571.000 de ellos estaban en unidades antiaéreas y otro 18% en la rama de comunicaciones. Sólo el 36% o 588.000 eran tripulaciones aéreas, pero esto también incluía al personal de mantenimiento de las aeronaves. Cuando terminó la guerra el 8 de mayo de 1945, más de 97.000 tripulantes aéreos serían reportados muertos, heridos o desaparecidos.

## Niveles organizativos

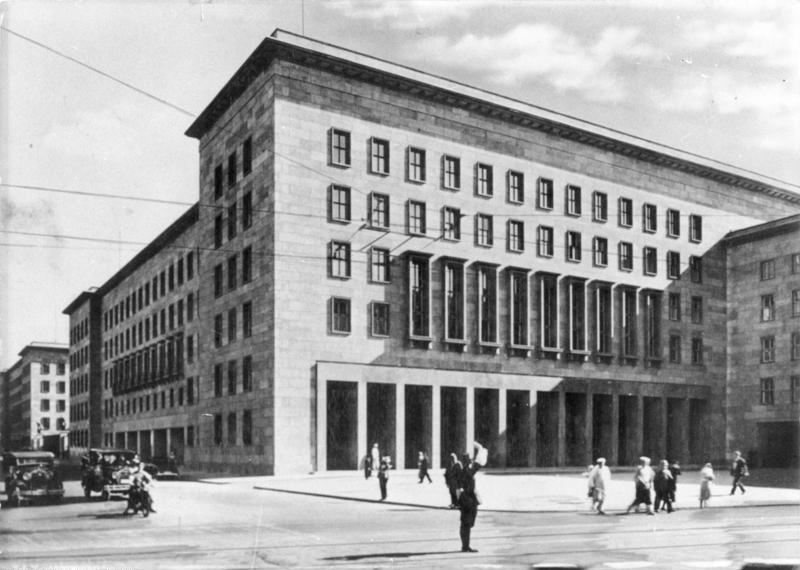
El Reichsluftfahrtministerium, o Ministerio del Aire del Reich en la Leipziger Strasse en Berlín en 1938.

Todos los aspectos de la aviación, incluida la Luftwaffe, quedaron bajo el control del Reichsluftfahrtministerium (RLM), el Ministerio del Aire del Reich. Dado que la Luftwaffe era una de las tres fuerzas armadas, desde el punto de vista del mando militar dependía del Alto Mando de la Fuerza de Defensa (Oberkommando der Wehrmacht) (OKW).
Göring fue ministro de Aviación (Reichsminister der Luftfahrt) durante la mayor parte de este período. También se desempeñó como Comandante en Jefe de la Luftwaffe (Oberbefehlshaber der Luftwaffe). Como ministro, fue responsable de la aviación civil y de todos los aspectos de la fabricación y el suministro de aviones. Operacionalmente, el mando de la Luftwaffe estaba compartido por el Inspector de Vuelo de Combate (General der Kampfflieger) y el Inspector de Cazas (General der Jagdflieger) junto con el Secretario de Estado de Aviación.
- Personal de vuelo
- Artillería antiaérea
- Personal de comunicaciones

Estas tres ramas se dividieron a su vez en subramas, como paracaidistas, ingeniería aérea, cuerpo médico aéreo y tripulación aérea. Dado que la Luftwaffe estaba organizada de forma geográfica y no sobre una base funcional estratégica, tenía estructuras de mando administrativas y operativas independientes. Cada zona geográfica contaba con su propio cuerpo de abastecimiento y mantenimiento. Por esta razón, cualquier unidad de aviación que se desplazara dentro de esa zona geográfica no necesitaba llevar su propio personal de mantenimiento. Esto permitió una gran movilidad dentro de la Luftwaffe.

### Estratégico

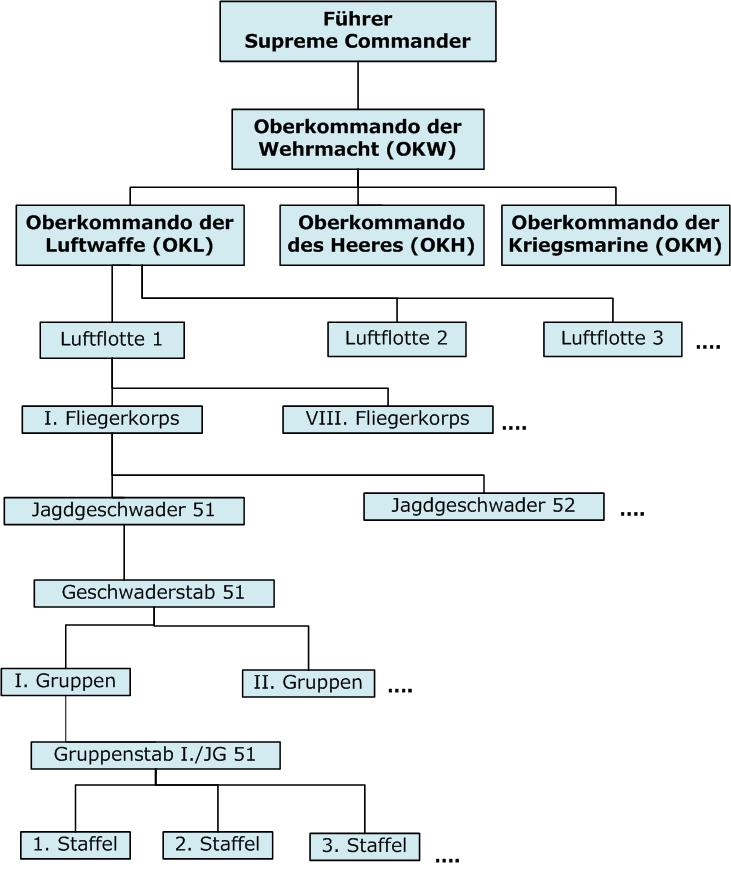
Organigrama de la Luftwaffe durante este período.

Estratégicamente, las tres fuerzas militares alemanas formaban parte de un único servicio llamado "Fuerza de Defensa" (Die Wehrmacht; wehren (verbo), defender; y die Macht, fuerza) controlado por el Oberkommando der Wehrmacht (OKW); el jefe del OKW formaba parte del gobierno. Dentro del OKW, cada servicio estaba encabezado por su propio mando operativo:
- Alto Mando del Ejército (Oberkommando des Heeres)
- Alto Mando de la Fuerza Aérea (Oberkommando der Luftwaffe)
- Alto Mando de la Armada (Oberkommando der Marine)[7]

Los niveles superiores de control de la Luftwaffe residían en el RLM, el Ministerio del Aire del Reich y su rama operativa, el Oberkommando der Luftwaffe (OKL), o Alto Mando de la Fuerza Aérea. Estas instituciones juntas eran responsables de la dirección de la investigación, la producción y el mantenimiento general de las aeronaves.
Como jefe de la Luftwaffe, Göring era responsable del esfuerzo bélico y de los recursos enviados a una región en particular. Como ministro del gobierno, pudo conseguir importantes recursos y personal asignados a la Luftwaffe en comparación con otras ramas de las fuerzas armadas. En 1945, cerca del final de la guerra, Robert Ritter von Greim reemplazó a Göring como Comandante en Jefe.

### Operacional
Artículo principal: Flotas Aéreas alemanas en la Segunda Guerra Mundial
El OKL, como rama operativa del RLM, tenía control total sobre los movimientos de unidades, la formación y las transferencias de personal. Tenía una fuerza de 25.000 efectivos en 1939. A nivel operativo, la Luftwaffe estaba dividida en flotas aéreas (Luftflotten), no del todo diferente del casi contemporáneo Cuerpo Aéreo del Ejército de los Estados Unidos y (después de finales de junio de 1941) de las fuerzas aéreas numeradas de la USAAF. Cada flota aérea era responsable de una región geográfica particular. Se trataba de unidades autónomas equipadas con todo tipo de aeronaves y con elementos propios de abastecimiento, personal de mantenimiento, departamentos administrativos y jurídicos.
Al comienzo de la guerra, la Luftwaffe tenía cuatro Luftflotten, cada una responsable de aproximadamente una cuarta parte de Alemania. A medida que avanzaba la guerra, se crearon tres más a medida que se expandían las áreas bajo dominio alemán. La 5.ª Flota Aérea se creó en 1940 para dirigir las operaciones en Noruega y Dinamarca. La 6.ª se creó el 6 de mayo de 1943 desde el Luftwaffenkommando Ost en la Rusia central para dirigir las operaciones en el frente centro de Rusia. La última Luftflotte creada fue la Luftflotte Reich el 5 de febrero de 1944 y debía operar directamente en Alemania.
Cada Luftflotte, a su vez, se dividió en muchos distritos aéreos (Luftgaue) y cuerpos aéreos (Fliegerkorps). El comandante de cada Luftflotte era responsable de todas las operaciones de combate y de apoyo dentro de esa región. Un comandante (Jagdführer) (Jafü) era responsable de las operaciones de combate dentro de esa región y reportaba al comandante en jefe. El objetivo de un Luftgau era proporcionar apoyo administrativo y logístico a cada aeródromo, mientras que el Fliegerkorps controlaba todos los asuntos operativos. El mando del cuartel general del Luftgau estaba formado por un general de división y un personal de entre 50 y 100 oficiales. Cada Fliegerkorps tendría varias unidades más pequeñas bajo su mando.

### Táctico
Cada Geschwader dentro del Fliegerkorps era aproximadamente del tamaño de un ala de la RAF o de un grupo de la USAAF, con entre 90 y 120 aviones bajo su mando. Estos números variaron a medida que se agregaron o eliminaron subunidades. Cada Geschwader tenía una tarea particular (como tareas de caza, bombardero o transporte) y en su mayoría estaban equipados con aviones apropiados para esa tarea. A veces también se adjuntaban otros tipos de aviones. Un Geschwader estaba comandado por un Geschwaderkommodore, con rango de mayor, teniente coronel (Oberstleutnant) o coronel (Oberst). La unidad también contaba con otros oficiales de estado mayor con tareas administrativas, como el asistente (adjutant), oficiales técnicos y de operaciones. Por lo general (aunque no siempre) se trataba de tripulaciones aéreas experimentadas que todavía volaban en operaciones. Otro personal especializado era el personal de navegación, transmisiones e inteligencia.
Un Gruppe (en plural, Gruppen) era la unidad autónoma básica de la Luftwaffe. No tenía un equivalente exacto en las fuerzas aliadas, ya que era más pequeño que un grupo de la USAAF o un ala de la RAF, pero también era más grande que un escuadrón aliado. Un Gruppe normalmente estaba comandado por un mayor o Hauptmann. Cada Staffel (en plural, Staffeln) normalmente tenía de nueve a 12 aviones y estaba comandado por un Hauptmann u Oberleutnant. Como tal, era ligeramente más pequeño que un escuadrón británico, soviético o estadounidense. (La suposición de que un Staffel era el equivalente exacto de un escuadrón a veces hacía que los líderes de los aliados occidentales sobreestimaran el poder aéreo alemán).
Los Gruppen o Staffeln especializados e independientes a veces se encontraban por debajo del nivel de un Fliegerkorps. Un Schwarm (en plural, Schwärme; literalmente "enjambre"), constaba de cuatro a seis aviones dentro de un Staffel. Un Schwarm de bombarderos (con toda su potencia, seis aviones) se dividía en una Kette ("cadena") de tres aviones. Como tal, un Schwarm de bombarderos equivalía a una escuadrilla en las fuerzas aéreas aliadas occidentales. Kette también era el término utilizado para una formación en "V". Un Schwarm de cazas (cuatro aviones) estaba dividido en dos Rotten (en singular, Rotte, "paquete") de dos aviones. Como tal, un Schwarm de cazas equivalía a una sección de las fuerzas aéreas aliadas occidentales. El término Rotte también se utilizó para una formación de dos aviones: la unidad táctica más pequeña, formada por un líder y un escolta. A cada Geschwader se le adjuntó un Stabschwarm ("Schwarm de personal").

## Nivel estratégico:Oberkommando der Luftwaffe
Artículo principal: Oberkommando der Luftwaffe

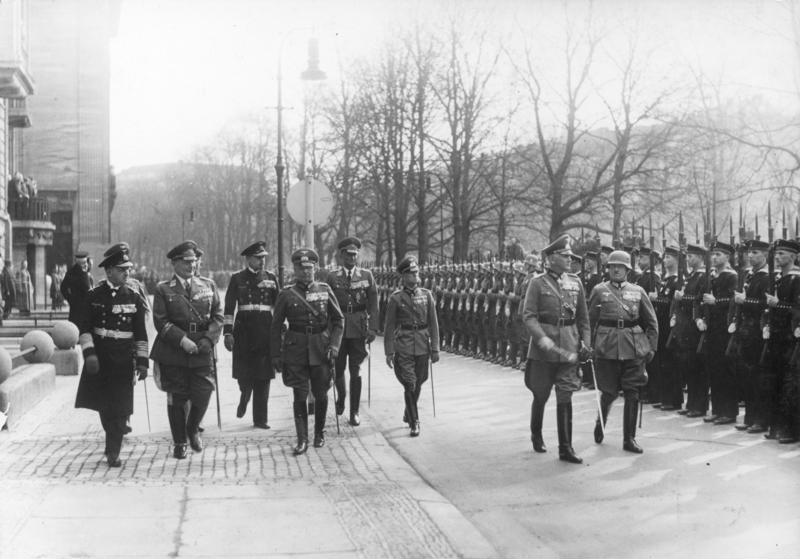
El ministro de Guerra y comandante del OKW, Blomberg, seguido por los tres jefes de las fuerzas armadas inspeccionando un desfile en honor del cumpleaños de Blomberg en 1937.

El OKW se situaba en lo más alto de la estructura de mando militar. Era responsable del esfuerzo coordinado de las tres armas militares. Estaba dirigido por Wilhelm Keitel después de que éste reemplazara al ministro de Guerra, Werner von Blomberg, en 1938. Dado que el jefe de la Luftwaffe, Göring, también era ministro del gobierno, cualquier orden operativa de la Luftwaffe vendría de Hitler a él, quien las transmitiría a los comandantes de la Luftwaffe, sin pasar por el OKW.
El 5 de febrero de 1944, gracias a los esfuerzos de Günther Korten y Karl Koller, se formó el Alto Mando de la Luftwaffe (Oberkommando der Luftwaffe) (OKL). El coronel general (Generaloberst) Hans Jeschonnek fue nombrado Jefe de Estado Mayor del OKL. Esto creó un mando militar a partir del Ministerio del Aire del Reich (RLM), que lo abarcaba todo, controlando todos los aspectos de la aviación. El OKL cubría tanto al personal general como al operativo de la Luftwaffe. Bajo su mando estaban las siguientes unidades de la Luftwaffe:
- Estado Mayor
- Personal Operativo
- Inspecciones de Armas
- Inspector de Pilotos de Caza (General der Jagdflieger)
- Suministro y Equipamiento
- División de Transmisiones[9][17]

Los demás asuntos, como la fabricación de armamento y aviones, quedaron bajo el control del RLM.
El OKL estaba dirigido por el Jefe del Estado Mayor. Estaba estratégicamente dividido en ocho departamentos (Abteilungen) numerados consecutivamente. Los departamentos fueron:
- Departamento de Operaciones
- Departamento de Organización
- Departamento de Formación
- Departamento de Movimiento de Tropas
- Departamento de Inteligencia
- Departamento de Equipos y Suministros
- Departamento de Archivos Históricos
- Departamento de Gestión de Personal

También había 17 inspectorados (Luftwaffen Inspektion):
- Luftwaffen Inspektion 1 – Reconocimiento
- Luftwaffen Inspektion 2 - Bombarderos y bombarderos en picado (General der Kampfflieger)
- Luftwaffen Inspektion 3 - Cazas, destructores, apoyo terrestre y armamento (General der Jagdflieger)
- Luftwaffen Inspektion 5 – Seguridad aérea y equipamiento
- Luftwaffen Inspektion 6 – Vehículos a motor
- Luftwaffen Inspektion 7 - Transmisiones (General der Nachrichtentruppe)
- Luftwaffen Inspektion 8 - Avión naval (disuelto en 1942)
- Luftwaffen Inspektion 9 – Escuelas de formación de pilotos
- Luftwaffen Inspektion 10 - servicio y entrenamiento de tropas
- Luftwaffen Inspektion 11 - Fuerzas de paracaidismo y aterrizaje aéreo
- Luftwaffen Inspektion 12 – Navegación
- Luftwaffen Inspektion 13 - Defensa Aérea (Bajo el control del Secretario de Estado de Aviación)
- Luftwaffen Inspektion 14 – Médica
- Luftwaffen Inspektion 15 - Zonas de defensa aérea
- Luftwaffen Inspektion 16 - Servicios de salvamento aéreo y marítimo bajo el paraguas del Servicio de Rescate Marítimo (Seenotdienst)
- Luftwaffen Inspektion 17 – Tropas de construcción y prisioneros de guerra (Bajo el control del Secretario de Estado de Aviación)
- Luftwaffen Inspektion 18 - Unidades de campo de la Luftwaffe[18][19][20]

## Nivel operacional
El 1 de abril de 1934 se establecieron seis Luftkreise (Mandos de Servicio Aéreo). Cada uno de ellos tenía el tamaño de un Cuerpo Aéreo y eran unidades territoriales básicas de la Luftwaffe según su organización geográfica. Su sede era la que se indica en la tabla:
| Luftkreis          | Sede         |
| ------------------ | ------------ |
| Luftkreis I        | Königsberg   |
| Luftkreis II       | Berlin       |
| Luftkreis III      | Dresden      |
| Luftkreis IV       | Münster      |
| Luftkreis V        | München      |
| Luftkreis VI (sea) | Kiel         |
| Luftkreis VII      | Braunschweig |

Además, el Luftkreis VII se estableció el 12 de octubre de 1937 con su sede en Brunswick, y se muestra incorporado en la tabla antes mencionada.
Cada Luftkreis estaba dirigido por un Höherer Fliegerkommandeur (Comandante Aéreo) a cargo de todas las unidades de aviación dentro de su área. Estos incluían dos o tres Luftgaukommandos (Mandos Administrativos), un Mando de Transmisiones, un batallón médico y un grupo de intendencia y suministros. Su área de operaciones también incluía aeródromos civiles y Defensa Aérea Civil. Al año siguiente, todos los batallones de reemplazo de esa zona también quedaron bajo su control. En 1936, estos se ampliaron al tamaño de un regimiento o Fliegerersatzregimente. De 1935 a 1936, las unidades antiaéreas de la zona también estuvieron bajo su mando.
Hermann Göring y Erhard Milch designaron a tenientes generales retirados del ejército para dirigir cada Luftkreis. Se trataba de Hans Halm, Edmund Wachenfeld y Leonhard Kaupisch. Fueron ascendidos a General der Flieger. Un oficial retirado de la marina, Konrad Zander, fue ascendido de manera similar y puesto a cargo del Luftkreis VI que apoyaba a las unidades navales. Dos oficiales de la Luftwaffe, el coronel Hugo Sperrle y el general de división Karl-Friedrich Schweickhard, fueron puestos a cargo de los dos Luftkreise restantes sin ser ascendidos.
Operacionalmente, la organización de la Luftwaffe experimentó cambios en julio de 1938. Los Luftkreise se consolidaron en tres Luftwaffengruppenkommandos (Mandos de Grupos de Fuerza Aérea). Como resultado, el 1 de agosto de 1938, el Luftwaffenkommando Ostpreußen (Mando de la Fuerza Aérea de Prusia Oriental) reemplazó al Luftkreis 1. Este cambio también dejó sin sentido los términos Geschwader de tres dígitos. A partir del 1 de noviembre de 1938, los Geschwader fueron numerados de nuevo. El tercer dígito de la unidad fue reemplazado por el mismo dígito que su Luftwaffengruppenkommando. Por ejemplo, a todas las unidades bajo el Luftwaffengruppenkommando 1 (con sede en Berlín) se les reemplazó el tercer dígito de sus identificadores por un '1'. Para las unidades bajo el mando del Luftwaffengruppenkommando Ostpreußen, el tercer dígito fue reemplazado por un cero.
A finales de abril de 1939, se añadió otro Luftwaffengruppenkommando. Los cuatro Luftwaffengruppenkommando pasaron a llamarse Luftflotte (Flotas Aéreas). Los Geschwader bajo de cada Luftflotte se volvieron a numerar secuencialmente. Cada Luftflotte recibió un lote de 25. Por ejemplo, los Geschwader  de la Luftflotte 1 se numeraron del 0 al 25, los Geschwader de la Luftflotte 2 pasaron a ser del 26 al 50, y así sucesivamente.

### Luftgaue
Dentro del Ministerio del Aire, a efectos administrativos, la Luftwaffe se organizó en Luftgaue (Distritos Aéreos), basados en los Wehrkreis (Distritos militares del ejército). El Luftgau era responsable de todas las actividades administrativas, como formación, administración, mantenimiento, defensa aérea, transmisiones, reclutamiento y personal de reserva.
El general de división que dirigía el Luftgau-kommando de cada Luftgau informaba al Ministerio del Aire.
Los Luftgaue establecidos en Alemania se numeraban de forma no consecutiva con números romanos.
- Luftgau I (Königsberg)
- Luftgau II (Stettin)
- Luftgau III (Berlín)
- Luftgau IV (Dresde)
- Luftgau V (Stuttgart)
- Luftgau VI (Münster)
- Luftgau VII (Múnich)
- Luftgau VIII (Breslavia)
- Luftgau IX (Weimar)
- Luftgau X (Hamburgo)
- Luftgau XI (Hannover)
- Luftgau XII (Giessen/Wiesbaden)
- Luftgau XIII (Núremberg)
- Luftgau XIV (Coblenza)
- Luftgau XVII (Viena)(área de Ostmark y Protectorado Bohemia y Moravia)

Los Luftgaue también se establecieron según era necesario en la Europa ocupada y recibieron el nombre de su ubicación:
- Luftgau Belgien-Nordfrankreich tenía su sede en Bruselas y era responsable de Bélgica y el norte de Francia.
- Luftgau Charkow
- Luftgau Finnland
- Luftgau Holland
- Luftgau Kiew
- Luftgau Moskau
- Luftgau Norwegen
- Luftgau Ostland
- Luftgau Petersburg
- Luftgau Rostow
- Luftgau Süd
- Luftgau Westfrankreich

Los Feldluftgaue se establecieron directamente detrás de la línea del frente.
- Feldluftgau XXV
- Feldluftgau XXVI
- Feldluftgau XXVII
- Feldluftgau XXVIII
- Feldluftgau XXIX
- Feldluftgau XXX

Cada Luftgau tenía su propia sección para los siguientes asuntos:
- Operaciones

- Adjutant

- Legal
- Administración
- Transmisiones
- Intendencia
- Zonas de vuelo restringidas

Estas secciones estaban numeradas con números arábigos seguidos de un designador Luftgau. Por ejemplo, la sección 3 del Luftgau VI se denominaría "3/VI". Las unidades utilizaron los servicios de un Luftgau a través del Flughafenbereichkommandanturen (Mandos Regionales de Aeródromos). Cada Luftgau solía tener cinco de estos mandos. Cada mando regional se dividió en cinco o más Einsatzhafenkommandanturen (Mandos Operativos de Aeródromos). Los mandos operativos estaban ubicados en los aeródromos donde daban servicio a las unidades.

### Luftflotte

Bandera del jefe de una Luftflotte.

Operativamente bajo el OKL, todas las unidades de la Luftwaffe se organizaron en Luftflottes, que equivalía a un grupo de ejércitos. Su tamaño y número de unidades subordinadas era flexible y cambiaba según las necesidades. Las Luftflotten se crearon según la zona geográfica. A medida que la Wehrmacht ocupaba nuevos territorios, se creaban nuevas Luftflotten. Cada Luftflotte tenía un ayudante u oficial de estado mayor que ayudaba al oficial al mando. Aunque el RLM podía trasladar una Luftflotte de un área a otra, la Luftflotte tenía control absoluto sobre todos los aspectos de la aviación en esa área, incluidas las operaciones terrestres. Esto también incluyó trabajos legales, administrativos, de transmisiones y de suministro. Estaban esencialmente divididos en comandos operativos o administrativos. Los servicios de transmisiones consistían en tres Luft-Nachrichtenregimenter (regimientos de transmisiones) en una Luftflotte. También había una unidad Fliegerabwehrkanone (Flak).
| Luftflotte                                                               | Localización original del centro de mando | Área de operaciones                                         | Campañas principales |
| ------------------------------------------------------------------------ | ----------------------------------------- | ----------------------------------------------------------- | --- |
| Luftflotte 1                                                             | Berlín                                    | Norte y este de Alemania                                    | Invasión de Polonia y norte de Rusia                                                                                      |
| Luftflotte 2                                                             | Braunschweig                              | Noroeste de Alemania                                        | 1939–40 en el Frente Occidental, batalla de Inglaterra, Rusia central, Italia, Norte de África, campaña del Mediterráneo. |
| Luftflotte 3                                                             | Múnich                                    | Suroeste de Alemania                                        | 1939 en el Frente Occidental, batalla de Inglaterra, Invasión de Europa.                                                  |
| Luftflotte 4                                                             | Viena                                     | Sureste de Alemania                                         | Invasión de Polonia, campaña de los Balcanes, sur de Rusia, Hungría y Eslovaquia.                                         |
| Luftflotte 5                                                             | Hamburgo                                  | Noruega, Finlandia y norte de Rusia                         | Los convoyes árticos y norte de Rusia.                                                                                    |
| Luftflotte 6                                                             | Smolensk                                  | Rusia central                                               | Invasión de Polonia, Bohemia-Moravia, Eslovaquia y Croacia.                                                               |
| Luftwaffen-Befehlshaber Mitte (renombrada como Luftflotte Reich en 1944) | Berlín                                    | Defensa del Reich                                           | Invasión de Dinamarca, Prusia Oriental, Islas del Canal, Liberación de Noruega y Hungría.                                 |
| Luftflotte 10                                                            | Berlin                                    | Unidades de reemplazo y entrenamiento (desde julio de 1944) | |

### FliegerkorpsyFliegerdivision
Una Luftflotte se dividía operativamente en uno o más Fliegerkorps ("Cuerpo Aéreo") de diferente tamaño, dependiendo de su área de operaciones. Eran responsables de todos los asuntos operativos, como el despliegue, el tráfico aéreo, la artillería y el mantenimiento. Un Fliegerkorps podría potencialmente ser cedido a otra Luftflotte dependiendo de la naturaleza de la operación. Había un total de 13 Fliegerkorps.
Al igual que la Luftflotte, cada Fliegerkorps tenía su propia zona geográfica de operaciones. Constaba de varios Geschwader junto con Grupos de Reconocimiento. Los Geschwader podían ser unidades de caza o de bombardero. Dependiendo de la naturaleza o el propósito del Fliegerkorps, tendría unidades de bombarderos o cazas. Al igual que la Luftflotte, un Fliegerkorps también tenía un asistente y otros departamentos. Sin embargo, dependía de la Luftflotte a efectos administrativos y de suministro. Los Fliegerkorps estaban numerados consecutivamente en números romanos. Durante la organización inicial de la Luftwaffe, se dividió en Fliegerdivisionen. Sin embargo, durante reorganizaciones posteriores, la mayoría de ellos fueron reemplazados por los Fliegerkorps. Algunos permanecieron en activo en el Frente Oriental.
Un Jagdkorps era una versión más especializada de un Fliegerkorps con responsabilidad limitada únicamente al mando de los cazas. Una Jagd-Division estaba subordinada a un Jagdkorps pero especializada en operaciones de combate. Las Jagd-Divisionen (divisiones de combate) estuvieron activas en un momento u otro durante este período. En conjunto, la fuerza de combate de la Luftwaffe también se llamaba Jagdwaffe.
La Luftwaffe también tenía unidades especializadas de distintos tamaños para probar nuevos aviones, así como aparatos capturados a los Aliados; estas unidades podían ser tan pequeñas como un Staffel o tan grandes como un Gruppe. Inicialmente no estabam numeradas y simplemente se llamabas Lehrdivisionen (Divisiones de Instrucción), pero en años posteriores se crearon varias unidades Erprobungskommando de diferentes tamaños para probar nuevos aviones específicos, generalmente numerados con el número de fuselaje del sistema de designación de aviones del RLM que coincidía con el avión que debían probar. Además de las pruebas y evaluaciones de los aviones, una Lehrdivision también se encargaba de probar las defensas antiaéreas y los equipos de transmisiones aéreas. El personal de esta división debía tener experiencia previa en combate. Las unidades Lehr de esta división generalmente formaban parte de unidades operativas y recibían ayuda de ellas para realizar pruebas en condiciones de combate. A diferencia de las unidades Erprobungskommando, una Lehrdivision no realizaba pruebas de aviones experimentales. A medida que avanzaba la guerra, algunas de las unidades bajo su mando fueron utilizadas con fines operativos.

## Nivel táctico

### Geschwader
En la Luftwaffe, la unidad móvil y autónoma más grande era el Geschwader. Un Geschwader era el equivalente a un ala en las Fuerzas Aéreas del Ejército de los Estados Unidos (USAAF). Se utilizaban para diferentes fines, como bombardeo, interceptación (tanto monomotor como bimotor), ataque terrestre y reconocimiento. Un Geschwader recibía su nombre en función de su finalidad. Había varios Geschwader con el mismo propósito. Se nombraban con un número arábigo después de la palabra. También era costumbre dar un título adicional a los Geschwader en honor a una persona distinguida. Por ejemplo, el Jagdgeschwader 2 recibió el nombre de Jagdgeschwader 2 Richthofen en honor a Manfred von Richthofen.
Cada Geschwader estaba liderado por un Geschwaderkommodore. Esta persona solía tener el rango de Oberst (equivalente a coronel), Oberstleutnant (teniente coronel) o mayor. Tenía un pequeño personal junto con un asistente (oficial de estado mayor) tanto para fines operativos como administrativos. Había un Stabschwarm (Mando de Vuelo) de cuatro aviones en dos pares. El 1.º par (1. Rotte) incluía al Geschwaderkommodore con el Adjutant IIa (el oficial de estado mayor del Geschwader a cargo de los asuntos de personal de los oficiales) como su escolta. El segundo par (2. Rotte) incluía al 1. Generalstabsoffizier Ia (Jefe de Operaciones del Geschwader) con el Major beim Stabe (el "Mayor en el Estado Mayor", al mando de la Stabskompanie del Geschwader, la compañía de mando y por esa razón también designado como StabsKp) como su escolta. En las raras ocasiones en que se dispusiera de más aviones, el Stabsschwarm podría tener 5 o incluso 6 aviones de combate en lugar de los 4 estándar y se le podrían acoplar aviones de transporte, enlace o rescate. Por lo general, había tres Gruppen (grupos) por debajo de cada Geschwader y, a veces, se agregaba un cuarto o incluso un quinto grupo a los Geschwader de caza monomotor. En varias ocasiones se formaron desde el principio los cazas diurnos Geschwader o Jagdgeschwader con cuatro grupos. Cada Gruppe tenía su propio Stabsschwarm, que reflejaba los dos pares de Stabsschwarm del Geschwader. La única diferencia era que la compañía de mando del Gruppe no estaba comandada por un mayor, sino por un capitán y su puesto se denominaba correspondientemente Hauptmann beim Stabe (Capitán del Estado Mayor).
| Propósito              | Nombre                        | Abreviatura                                                      | Ejemplos                              |
| ---------------------- | ----------------------------- | ---------------------------------------------------------------- | ------------------------------------- |
| Caza                   | Jagdgeschwader                | JG                                                               | JG 52, JG 27                          |
| Bombardero             | Kampfgeschwader               | KG                                                               | KG 4, KG 30                           |
| Bombardero en picado   | Sturzkampfgeschwader          | StG                                                              | StG 2, StG 77 (hasta octubre de 1943) |
| Avión de transporte    | Transportgeschwader (1943–45) | TG                                                               | TG 1, TG 4                            |
| Entrenamiento avanzado | Lehrgeschwader                | LG                                                               | LG 1, LG 2                            |
| Planeador              | Luftlandegeschwader           | LLG                                                              | LLG 1, LLG 2                          |
| Caza nocturno          | Nachtjagdgeschwader           | NJG                                                              | NJG 3, NJG 11                         |
| Ataque a tierra        | Schlachtgeschwader            | SchlG, since October 1943 SG (also replacing the old StG prefix) | SG 2, SG 1                            |
| Schnellbomber          | Schnellkampfgeschwader        | SKG                                                              | SKG 10, SKG 210                       |
| Caza pesado            | Zerstörergeschwader           | ZG                                                               | ZG 26, ZG 76                          |

- Jagdgeschwader (JG): un Geschwader de cazas diurnos (literalmente "Geschwader de cazas"), normalmente equipado con Messerschmitt Bf 109 o Fw 190 que volaba en funciones de caza o cazabombardero.
- Nachtjagdgeschwader (NJG): un Geschwader de cazas nocturnos, que normalmente volaban cazas pesados equipados con radar, como el Messerschmitt Bf 110 o el Ju 88, contra bombarderos aliados.
- Zerstörergeschwader (ZG) - Zerstörer (literalmente "destructor", como en destructor naval). Estas unidades normalmente estaban equipadas con cazas pesados bimotores como el Bf 110 o el Me 410 Hornisse.
- Schlachtgeschwader (SchlG, desde 1943 SG) - Schlacht (alemán: "ataque") Estos eran un Geschwader de ataque a tierra o apoyo aéreo cercano, inicialmente equipados con los biplanos Hs 123, más tarde con Hs-129, variantes de cazabombarderos del Bf 109, y variantes de ataque a tierra del Fw 190.
- Sturzkampfgeschwader (StG; Stuka Geschwader): Geschwader de bombarderos en picado equipados principalmente con Ju 87; el 18 de octubre de 1943, la mayoría de ellos fueron renombrados como Schlachtgeschwader (SG).[38]
- Kampfgeschwader (KG): literalmente "Geschwader de combate", principalmente una unidad de bombarderos medios, siendo los aviones típicos el He 111 y el Junkers Ju 88.
- Lehrgeschwader (LG): un Geschwader creado para probar nuevos equipos en condiciones operativas y evaluar nuevas tácticas. El personal de una unidad de este tipo podía pilotar varios tipos de aeronaves.
- Transportgeschwader (TG): el más común era el Ju 52/3m o el Me 323. La designación "TG" fue el resultado de la reorganización de la rama de transporte en 1943. Estas unidades anteriormente se denominaban KG zbV (Kampfgeschwader zur besonderen Verwendung o "Geschwader de combate con fines especiales").
- Kampfschulgeschwader (KSG): un Geschwader de entrenamiento de bombarderos.
- Luftlandegeschwader (LLG): un Geschwader de planeadores para Fallschirmjäger o paracaidistas.
- Schnellkampfgeschwader (SKG): un Geschwader de bombarderos rápidos o Schnellbomber. Dos unidades equipadas con cazabombarderos monomotor o bimotor y utilizadas para misiones de ataque a tierra o de ataque y fuga sobre el Reino Unido. Posteriormente absorbido por otras unidades o renombrado como Schlachtgeschwader.

A medida que avanzaba la guerra, las distintas subunidades de cada Geschwader numerado operaban por separado y, a menudo, en frentes o teatros de guerra totalmente diferentes.

### Gruppe
El Gruppe era la unidad autónoma básica de la Luftwaffe, tanto en administración como en uso estratégico. Cada Gruppe tendría un Stabschwarm (schwarm de personal) de tres aviones. El Gruppe estaría comandado por un Gruppenkommandeur, que sería un Mayor o un Hauptmann, que tendría un pequeño personal que incluiría oficiales administrativos, de operaciones, médicos y técnicos. Un Gruppe normalmente ocupaba un aeródromo. Los Gruppen del mismo Geschwader normalmente ocupaba aeródromos adyacentes. Cada uno tendría un pelotón de transmisiones, personal mecánico y administrativo. También había un equipo de bomberos capacitado que hacía las veces de agentes de policía y estaba integrado por miembros de las SS.

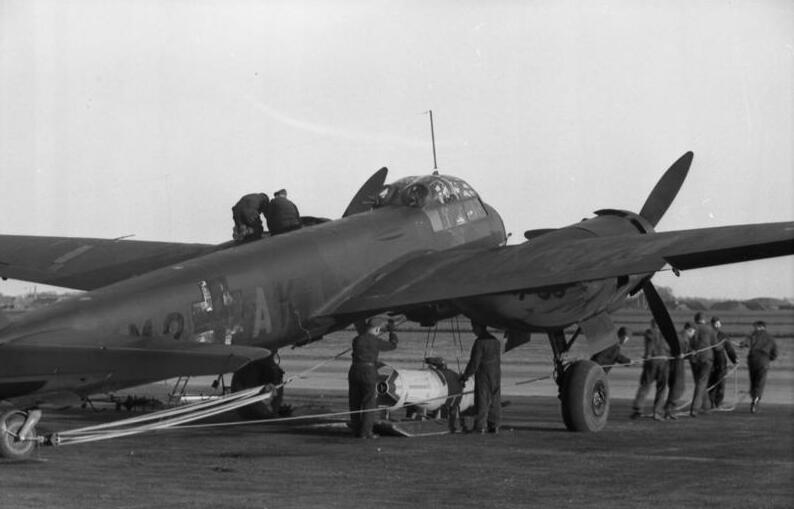
Un Junkers Ju 88 A-4 del 2./Küstenfliegergruppe 106, cargado con bombas, en 1942. Nótese el estado de la Balkenkreuz.

Al igual que el Geschwader, el Gruppe incluía oficiales de estado mayor encargados de tareas administrativas adicionales, generalmente un asistente, oficiales técnicos, médicos y de operaciones. Estos oficiales eran generalmente (aunque no siempre) tripulaciones aéreas experimentadas o pilotos designados entre el cuadro operativo dentro de la unidad.
Los grupos organizados dentro de un Geschwader de combate fueron designados con números romanos: I, II, III y IV. Esto se combinaría con la designación abreviada del Geschwader; por ejemplo, el segundo Gruppe del Jagdgeschwader 11 se denominaría II./JG 11. Cada Gruppe, a su vez, constaba de tres Staffeln. En total, cada Gruppe tenía entre 30 y 40 aviones, incluido el Gruppenstab. A menudo, un Gruppe era transferido de un Geschwader a otro. Después de una transferencia serían renombrados. Por ejemplo, el Gruppe II del Jagdgeschwader 3, II./JG 3 fue transferido al Jagdgeschwader 1 como Gruppe I y fue renombrado como I./JG 1. En el caso del Geschwader de bombarderos, se podría adjuntar un Ergänzungsgruppe (grupo de entrenamiento) a un Geschwader como quinto grupo y designado 'V' (5 en números romanos).
Aunque todos los Gruppen en un Geschwader desempeñaban el mismo papel, no siempre estaban equipados con el mismo tipo de avión. Esto era más frecuente en los Geschwader de cazas, pero también ocurría en las unidades de bombarderos. Algunos Gruppen de un Geschwader de cazas estarían equipados con Messerschmitt Bf 109, mientras que otros estarían equipados con Focke-Wulf Fw 190. Entre los Geschwader de bombarderos, algunos Gruppen estarían equipados con Dornier Do 17, mientras que otros tendrían Heinkel He 111 o Junkers Ju 88.
Había varios tipos de Gruppen que actuaban en funciones autónomas especializadas, muchas de ellas centradas en tareas de reconocimiento o marítimas. Estos eran:

#### Aufklärungsgruppen(reconocimiento estratégico/táctico)
Las unidades de reconocimiento denominadas Aufklärungsgruppe existieron en dos formas básicas para la Luftwaffe en la Segunda Guerra Mundial:
- Aufklärungsgruppe (F): un grupo de reconocimiento de largo alcance. Más tarde se cambió a Fernaufklärungsgruppe (FAGr), de Fern, la palabra alemana para "lejos";
- Los Aufklärungsgruppe (H) eran unidades inicialmente adscritas al ejército (Heer). Proporcionaron reconocimiento táctico y fotográfico y luego fueron renombrados como Nahaufklärungsgruppe (NAGr), de Nah (cerca). Los aviones típicos eran los Messerschmitt Bf 109, Bf 110 y Hs 126, aunque se utilizó una amplia gama de tipos de aviones, incluido el Fieseler Fi 156 con capacidad STOL y el bimotor Focke-Wulf Fw 189.
- Fernaufklärungsgruppe (FAGr): la designación posterior del Aufklärungsgruppe (F) involucrada con tareas de reconocimiento de largo alcance.
- Nahaufklarungsgruppe (NAGr): la designación posterior del Aufklärungsgruppen (H) o grupo de reconocimiento del ejército.

#### Gruppende servicio marítimo
Unidades del tamaño de Gruppe de la Luftwaffe involucradas en el sector marítimo involucradas:
- Bordfliegergruppe (BFGr) – (literalmente "grupo aéreo embarcado"). Hidroaviones Arado Ar 196 en acorazados y cruceros.
- Küstenfliegergruppe (KuFlGr) (en alemán: "grupo de aviones costeros") un grupo de reconocimiento costero. Estas unidades cumplían un papel similar al Mando Costero de la RAF y normalmente estaban equipadas con hidroaviones como el Heinkel He 115 e hidroaviones como el Dornier Do 18, así como con bombarderos terrestres como el Dornier Do 17. Estas unidades también se utilizaban para el ataque a embarcaciones.
- Minensuchgruppe (MSGr) – (literalmente "grupo de búsqueda de minas"). Los Junkers Ju 52, o rara vez los hidroaviones Bv 138, equipados con grandes anillos electromagnéticos que fueron diseñados para barrer campos de minas marinas activadas magnéticamente.
- Seeaufklärungsgruppe (SAGr): un grupo de reconocimiento marítimo.
- Trägergruppe (TrGr) – (literalmente "grupo de transporte"). Se trataba de aviones Junkers Ju 87C (Stukas) y Bf 109 T para el planeado portaaviones alemán Graf Zeppelin. Se disolvió en 1940 después de que se desechara el proyecto del portaaviones.

#### Gruppende ataque nocturno y de retaguardia
También existían otros tipos de unidades del tamaño de un Gruppe de varios tipos dentro de la estructura de la Luftwaffe:
- Ergänzungsgruppe (ERgGr): grupo suplementario que se adjuntó a un Geschwader para reemplazar aviones perdidos y entrenar.
- Erprobungsgruppe (ErpGr): un Gruppe especializado, muy parecido a las unidades Erprobungskommando (EKdo), para probar nuevos modelos y, en ocasiones, aviones aliados capturados (sobre todo con las unidades KG 200 y Zirkus Rosarius respectivamente), con las unidades ErpGr y EKdo utilizando un número que coincida con el número de fuselaje del diseño de aeronave que debían probar.
- Nachtschlachtgruppe (NSGr): un grupo de ataque a tierra nocturno. Se utilizaba predominantemente en funciones antipersonal y antitanque.

Cada Gruppe estaba compuesto por tres o cuatro Staffeln, pero a finales de 1944 generalmente se agregaba un cuarto Staffel a las unidades de combate, lo que hacía que la fuerza establecida de la unidad fuera de aproximadamente 65 a 70 aviones, aunque durante los años de guerra la fuerza operativa tendía a fluctuar mucho. La dotación de personal variaba entre 35 y 150 tripulantes aéreos y entre 300 y 500 miembros del personal de tierra.
A partir de 1943, se introdujo un cuarto Gruppe en muchos Geschwader, inicialmente como una unidad de entrenamiento operativo para nuevas tripulaciones aéreas. Sin embargo, estos Gruppen pronto se convirtieron en unidades adicionales de primera línea, realizando las mismas tareas que sus formaciones hermanas, mientras que se formaron nuevos Ergänzungseinheiten, o unidades de entrenamiento operativo, que asumieron sus tareas.

### Staffel
Un Staffel solía tener entre nueve y doce aviones. Otros tenían tan sólo cinco o seis aviones debido a las pérdidas. El oficial al mando de un Staffel era conocido como Staffelkapitän y tenía el rango de Hauptmann, Oberleutnant o, a veces, Leutnant.
Los Staffeln estaban numerados consecutivamente con números arábigos dentro de un Geschwader, independientemente del Gruppe al que pertenecieran. La designación de un Staffel sería similar a la del Gruppe excepto por los números arábigos. Por ejemplo, el Staffel 6 del Jagdgeschwader 27 se denominaría 6./JG 27. Los Staffeln del Gruppe I se numerarían 1, 2 y 3. Los del Gruppe II se numerarían 4, 5 y 6, y así sucesivamente. Cuando un Staffel se transfiriera de un grupo a otro o de un Geschwader a otro, se volvería a numerar en consecución. Por ejemplo, el Gruppe II del Jagdgeschwader 3, el II./JG 3 fue transferido al Jagdgeschwader 1, como Gruppe I y fue renombrado como I./JG 1., esto provocó que sus tres Staffeln originalmente se denominaran 4./JG 3, 5. /JG 3, el 6./JG 3 pasará a ser el 1./JG 1, 2./JG 1 y 3./JG 1.
Al Staffel normalmente se le asignaban algunos vehículos y una Fliegerhorstkompanie (compañía de estaciones aéreas) móvil para realizar reparaciones menores. Por lo general, estos llevaban el nombre de un Geschwader y estaban adjuntos a él. El número de personal de tierra variaba dependiendo de su tipo, con alrededor de 150 para una unidad de caza y 80 para una unidad de bombarderos; se necesitaba un número menor de personal en las unidades de bombarderos, ya que muchas de las funciones de servicio eran llevadas a cabo por unidades adjuntas proporcionadas por el Luftgau local o "Distrito Aéreo".
Las unidades de prueba a menudo conocidas como Erprobungskommando también podrían ser del tamaño organizacional de un Staffel o un Gruppe, además de existir fuera de cualquier tamaño de unidad "establecido" como Gruppe o Staffel: el Heinkel He 177 fue probado en servicio por una compañía del tamaño de un Staffel, conocida como Erprobungsstaffel 177, utilizando frecuentemente el número de tipo de fuselaje para el número de la unidad que prueba el avión.
Había algunos tipos de Staffeln que actuaban en funciones autónomas o semiautónomas especializadas, si estaban integralmente adscritos a un Gruppe o un Geschwader para tareas diferentes a las de la unidad principal. Algunos de estos fueron:
- Jagdbomberstaffel (Jabo): un Staffel de cazabombarderos, dentro de un Gruppe. Se refiere principalmente a un Staffel de ataque a tierra. Heinz Knoke lo hizo más prominente con los bombardeos aire-aire de los bombarderos aliados.
- Luftbeobachtungstaffel, más tarde Wettererkundungsstaffel (Weku o Wekusta): un Staffel destinado a estudios meteorológicos.[6]
- Zerstörerstaffel, como el Geschwader de cazas diurnos de la Luftwaffe con base más al norte, el JG 5 en el norte de Noruega, tenía uno adjunto como su Staffel 13.

Después de los éxitos de la Operación Barbarroja, a mediados de 1942, las unidades de bombarderos de hostigamiento VVS soviéticos, como las Brujas de la Noche, utilizaron biplanos obsoletos Polikarpov Po-2 contra los invasores alemanes. La Luftwaffe comenzó a establecer sus propias fuerzas de hostigamiento nocturno del tamaño de un Staffel, conocidas como Störkampfstaffeln. Con el tiempo, los Nachtschlachtgruppen del tamaño de un Gruppe se utilizaron para el mismo propósito general que las unidades soviéticas. Las propias unidades de aviación de hostigamiento de la Luftwaffe también utilizaban aviones igualmente obsoletos, pero de diseño alemán. El Heinkel He 46, el Arado Ar 66, el Focke-Wulf Fw 56 e incluso el biplano de entrenamiento estándar, el Gotha Go 145, fueron desplegados en sus esfuerzos por intentar emular el éxito de los soviéticos.
Dentro de la Luftwaffe existían algunas unidades especializadas del tamaño de un Staffel para tareas especializadas como observación meteorológica Wettererkundungsstaffeln (adjunto al Wekusta), armamento especializado (el llamado Staffel 92 estaba destinado a estar equipado con la serie de bombarderos destructores Ju 88P armados con cañones) e incluso fuera de la propia Luftwaffe, como los Staffeln de defensa operados en fábricas de aviones, al menos uno de los cuales incluso operó el Me 262 al final de la guerra.

#### Schwarm,RotteyKette

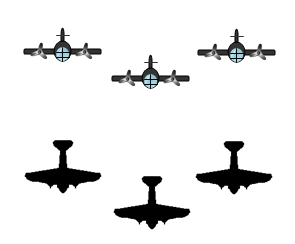
Una Kette.

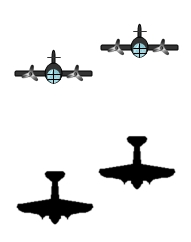
Una Rotte.

Un Staffel se dividía en tres Schwärme (en singular: Schwarm, "enjambre"), que constaban de cuatro a seis aviones.
Cada Schwarm de bombarderos (con toda su potencia, seis aviones) se dividía en una Kette ("cadena") de tres aviones. Como tal, un Schwarm de bombarderos equivalía a una escuadrilla en las fuerzas aéreas aliadas occidentales. Kette también era el término utilizado para una formación en "V".
Un Schwarm de cazas (cuatro aviones) estaba dividido en dos Rotten (en singular: Rotte, "paquete") de dos aviones, equivalente a un pelotón en el mundo de habla inglesa. Como tal, un Schwarm de cazas equivalía a una sección de las fuerzas aéreas aliadas occidentales. El término Rotte también se utilizó para una formación de dos aviones: la unidad táctica más pequeña, formada por un líder y un escolta.

### Tácticas de combate aéreo
Artículo principal: Finger-four

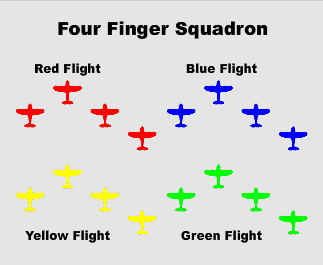
Formación finger-four adoptada por la Luftwaffe. Tenga en cuenta los vuelos codificados por colores.

Durante la Guerra civil española, los ases de la Luftwaffe Werner Mölders y Günther Lützow crearon una nueva estrategia de formación para el Geschwader de cazas. Tenía dos aviones volando en un Rotte. Dos Rotten constituían un Schwarm. Los cuatro aviones iban en lo que se llamó la formación "Finger-four". Estos aviones estaban separados para que a cada piloto se le ofreciera la máxima visibilidad. Esta táctica tuvo tanto éxito que los pilotos soviéticos en la Guerra civil española siguieron la misma táctica. Sin embargo, al regresar a casa, tuvieron que volver a la formación estándar en "V". Douglas Bader, el piloto británico, fue el primer líder de la RAF en adoptar la formación "Finger four" en 1940. Japón también adoptó la formación "Finger four" en la Segunda Guerra Mundial. Sin embargo, la Fuerza Aérea Finlandesa afirma haber utilizado el "Finger four" ya en 1935.

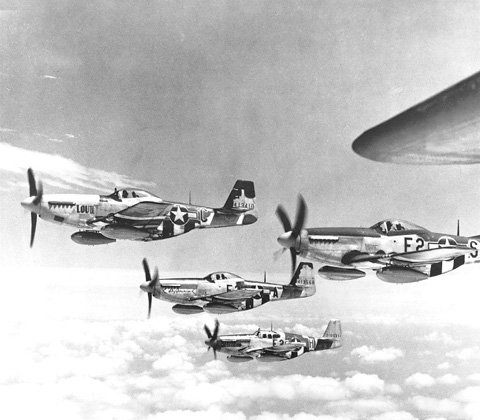
La USAAF adoptó la formación finger-four cuando el Mustang entró en servicio en el escuadrón.

En esta formación, donde cada avión volaba en posiciones similares a los dedos de una mano abierta (de ahí el nombre), el líder (en alemán: Rottenführer) estaba al frente, mientras que en la punta de su ala izquierda estaba su escolta del Rotte. El otro Rotte estaba en el lado derecho del líder. El líder en el segundo Rotte estaba en el extremo derecho de su escolta. Esta táctica también aumentaba su flexibilidad, ya que un Schwarm podía dividirse fácilmente en dos Rotten sin perder su capacidad de lucha. El Rottenführer podía atacar aviones enemigos, dejando a su escolta vigilar al enemigo. Era mucho más flexible que la rígida formación "Vic" de tres aviones que la RAF utilizaba al comienzo de la guerra. En el Schwarm, los aviones tenían mucho espacio para maniobrar, por lo que tenían libertad para ojear el horizonte en busca de aviones enemigos en lugar de centrarse en mantener una formación cerrada. Esta flexibilidad se hizo evidente para la RAF durante la batalla de Inglaterra.

## Fuerzas de combate terrestre

### Unidades antiaéreas
La Luftwaffe controló la mayor parte de la artillería antiaérea alemana (comúnmente llamada Flak) desde la década de 1930. La unidad táctica más pequeña de artillería antiaérea era una batería (en alemán: Batterie). La batería solía tener de cuatro a seis cañones. La unidad más grande era un batallón (Flak-Abteilung), compuesto por de tres a cinco baterías de armas y una batería de reflectores. Los batallones serían "ligeros" (leichte), "mixtos" (gemischte) o "pesados" (schwere), en referencia al tamaño de los cañones de sus baterías. Los cañones antiaéreos en uso eran de dos calibres ligeros y tres calibres pesados: ligeros de 20 mm y 37 mm; y los pesados 88 mm, 105 mm y 128 mm.
Los batallones estaban organizados de diversas formas en regimientos (Flak-Regimenter), brigadas (Flak-Brigaden, por ejemplo, Flak-Brigade XIX), divisiones (Flak-Divisionen, por ejemplo, 9. Flak-Division) y cuerpos antiaéreos (Flakkorps), aunque la jerarquía no era ni muy estricta o muy estable a lo largo de la historia.
En el transcurso de la guerra, los continuos ataques de los bombarderos primero de la RAF y luego de la USAAF contra ciudades alemanas provocaron un aumento en el número de unidades antiaéreas desplegadas en Alemania. Al final de la guerra, las unidades AA fueron reforzadas con el uso de extranjeros y jóvenes alemanes. Había un total de 29 divisiones antiaéreas. Cada división generalmente constaba de cinco regimientos, un regimiento de reflectores, tres batallones de transporte antiaéreos motorizados, un batallón de transmisiones y tropas de suministro. El número de batallones de transporte variaba según la ubicación y la necesidad de transporte de las divisiones. El primero de ellos se formó en Berlín el 1 de julio de 1938 como Mando de Defensa Aérea (Luftverteidigungskommando), pero luego pasó a llamarse 1.ª División Antiaérea.

### Paracaidistas
Artículo principal: Fallschirmjäger

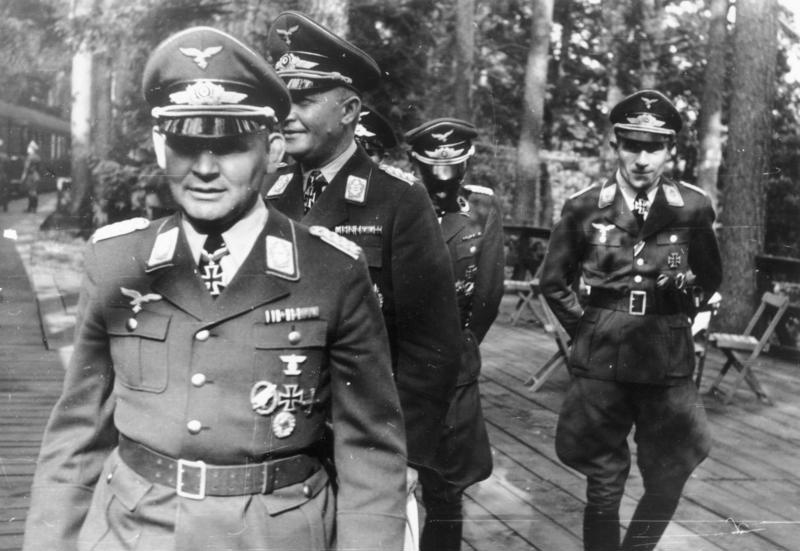
El comandante de los Fallschirmjäger, Kurt Student, con Hermann-Bernhard Ramcke y Hans Kroh en 1941.

Una de las características únicas de la Luftwaffe (a diferencia de las fuerzas aéreas de otras naciones) era la posesión de una fuerza orgánica de paracaidistas; los Fallschirmjäger. Se crearon en 1938. Entraron en acción en el papel que les correspondía durante 1940-1941, sobre todo en la captura del fuerte Eben-Emael del ejército belga y la batalla de los Países Bajos en mayo de 1940. También participaron en la invasión de Creta en mayo de 1941. Más de 4.000 Fallschirmjäger murieron durante la operación en Creta. En consecuencia, estas fuerzas sólo se utilizaron para operaciones de menor escala, como el exitoso rescate de Benito Mussolini, el entonces depuesto dictador de Italia, en 1943. Las formaciones Fallschirmjäger se utilizaron como infantería estándar en todos los teatros de la guerra.

### División Blindada de Paracaidistas
Artículos principales: División Hermann Göring, 2.ª División Hermann Göring
Como ministro del Interior de Prusia, Göring formó una fuerza policial de élite a principios de 1933. Estaba formada por 400 hombres y tenía su cuartel general en Berlín. Después de varios cambios de nombre en los seis meses siguientes, pasó a denominarse Landespolizeigruppe General Göring. Durante los dos años siguientes, creció hasta convertirse en el Regiment General Göring. Después de que se anunciara la formación de la Luftwaffe, Göring transfirió esta unidad a las Fuerzas Aéreas. En ese momento, constaba de las siguientes unidades:
- Regimentstab (Personal del Cuartel General)
- Musikkorps (Banda Militar)
- I. Jäger-Batallion
- II. Jäger-Batallion
- 13. Kradschützen-Kompanie
- 15. Pionier-Kompanie
- Reiterzug
- Nachrichtenzug[55]

A finales de 1937, los voluntarios del Cuerpo de Paracaidistas se combinaron en el I.Jäger–Battalion. Éste, junto con la 15. Pionier-Kompanie, formó el IV. Fallschirmschützen-Battalion. Siguieron formando parte del Regiment Hermann Göring hasta marzo de 1938. En marzo pasaron a llamarse I./FallschirmJäger-Regiment 1. A finales de 1939, el regimiento se había ampliado aún más y constaba de las siguientes unidades:
- Regimentstab
- Musikkorps
- Stabsbatterie
- I. (Schwere) Flak-Abteilung (Batallón de Artillería Pesada Antiaérea)
- II. (Leichte) Flak-Abteilung (Batallón de Artillería Ligera Antiaérea)
- III.Scheinwerfer-Abteilung (Batallón de Reflectores)
- IV.(Leichte) Flak-Abteilung
- Wach-Batallion
  - Reiterschwadron (Escuadrón Montado)
  - 9.Wach-Kompanie
  - 10.Wach-Kompanie
  - 11.Wach-Kompanie
- Reserve Scheinwerfer-Abteilung
- Ersatz-Abteilung
- (Schwere) Eisenbahn Flak-Batterie (Batería Antiaérea Ferroviaria)
- (Leichte) Flak-Batterie (Batería de Artillería Ligera Antiaérea)[55]

El 1 de octubre de 1944, la división se amplió para convertirse en FallschirmPanzerkorps Hermann Göring. Para lograrlo, se formó otra división llamada Fallschirm-Panzergrenadier División 2 Hermann Göring. Estaba dotada de nuevos reclutas tanto del ejército como de la Luftwaffe.

### Divisiones de campo

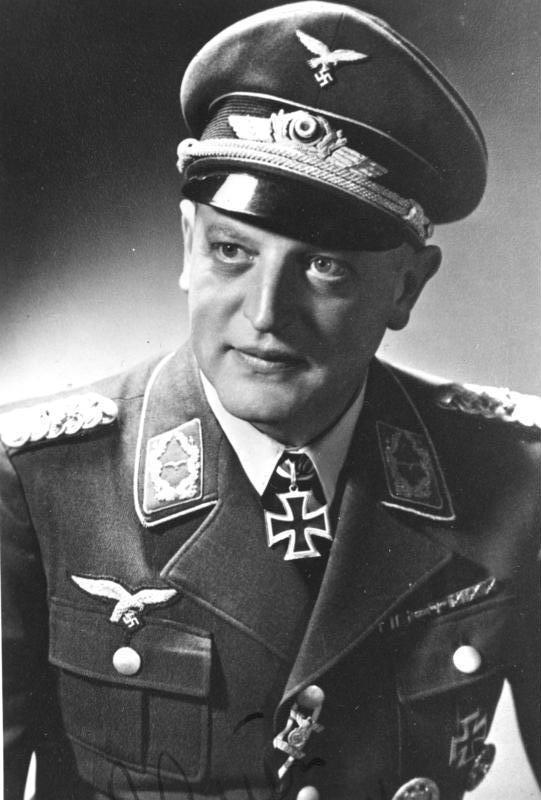
Oskar Bauer, comandante de la II. Division del Flak-Regiment 4 en mayo de 1942.

Artículo principal: Divisiones de Campo de la Luftwaffe
A principios de 1942, en el este, la Luftwaffe formó siete Feldregimenter der Luftwaffe ("Regimientos de Campo de la Luftwaffe"). Estos estaban formados predominantemente por personal voluntario o excedente de la Luftwaffe. Su objetivo era mantener la seguridad del aeródromo contra la actividad partisana soviética. Cada regimiento constaba de cuatro batallones. Cada batallón estaba formado por tres compañías ligeras y una compañía pesada. También tenían una compañía de cuartel general y un pelotón de transmisiones. La compañía pesada operaba doce cañones de 20 mm y cuatro cañones de 88 mm. También había un batallón antitanques. Tenía dos compañías equipadas con nueve PaK 38 de 5 cm y una compañía equipada con cañones rusos capturados de 7,62 cm. Debido a la falta de entrenamiento en habilidades de combate terrestre, estos regimientos se limitaron a operaciones defensivas. Aunque estaban destinadas a actuar como una sola unidad, las divisiones estaban separadas y servían con el ejército o con unidades de Fallschirmjäger. Mientras estaban en el campo de batalla, estas unidades estaban tácticamente bajo el mando del ejército pero administrativamente todavía bajo el control de la Luftwaffe. Dentro de la Luftwaffe, quedaron bajo el control de XIII. Fliegerkorps.
Administrativamente, estas unidades quedaron bajo el control de cuatro Cuerpos de Campo de la Luftwaffe numerados I, II, III y IV. Cada uno estaba comandado por el Cuartel General del General Der Luftwaffe ("General de la Fuerza Aérea"). La fuerza de una división de campo de la Luftwaffe era la mitad que la de una división de infantería del ejército. Tenía un batallón Flak mixto y un batallón de artillería. La composición del batallón de artillería variaba.El batallón mixto antiaéreo (en alemán: Abteilung) se formó como parte de la División de Campo de la Luftwaffe. Tenía una batería pesada con tres cañones de 20 mm y cuatro cañones de 88 mm junto con veintisiete cañones antiaéreos de 20 mm. Tenía un cuartel general y tropas de apoyo de transmisiones.
La División de Campo de la Luftwaffe tenía un personal administrativo mínimo junto con personal de apoyo logístico en compañías de pioneros, médicos y de suministros junto con personal de mantenimiento y otro personal. Aunque la división daba la impresión de fuerza, la realidad era que apenas tenía el tamaño de una brigada del ejército. El 28 de octubre de 1943, la 1.ª División de Campo de la Luftwaffe informó de una dotación efectiva de 6.429 efectivos formados por oficiales, suboficiales y soldados. Pero la fuerza de combate era sólo de 2.779.
Aunque el ejército tenía escasez de hombres, Göring bloqueó la transferencia del personal excedente de la Luftwaffe para ser entrenado para el ejército y, en cambio, aumentó el número de divisiones de campo. Además de la falta de entrenamiento y experiencia de combate de los comandantes de la Luftwaffe, el ejército tuvo que suministrar equipamiento a estas unidades. En lugar de utilizarse en secciones más tranquilas de los distintos frentes para relevar a las unidades del ejército para su uso en otros lugares, se pusieron en acción donde los alemanes se encontraban en apuros y sufrieron en consecuencia.

## Escarapelas aéreas y camuflaje

### Escarapelas aéreas

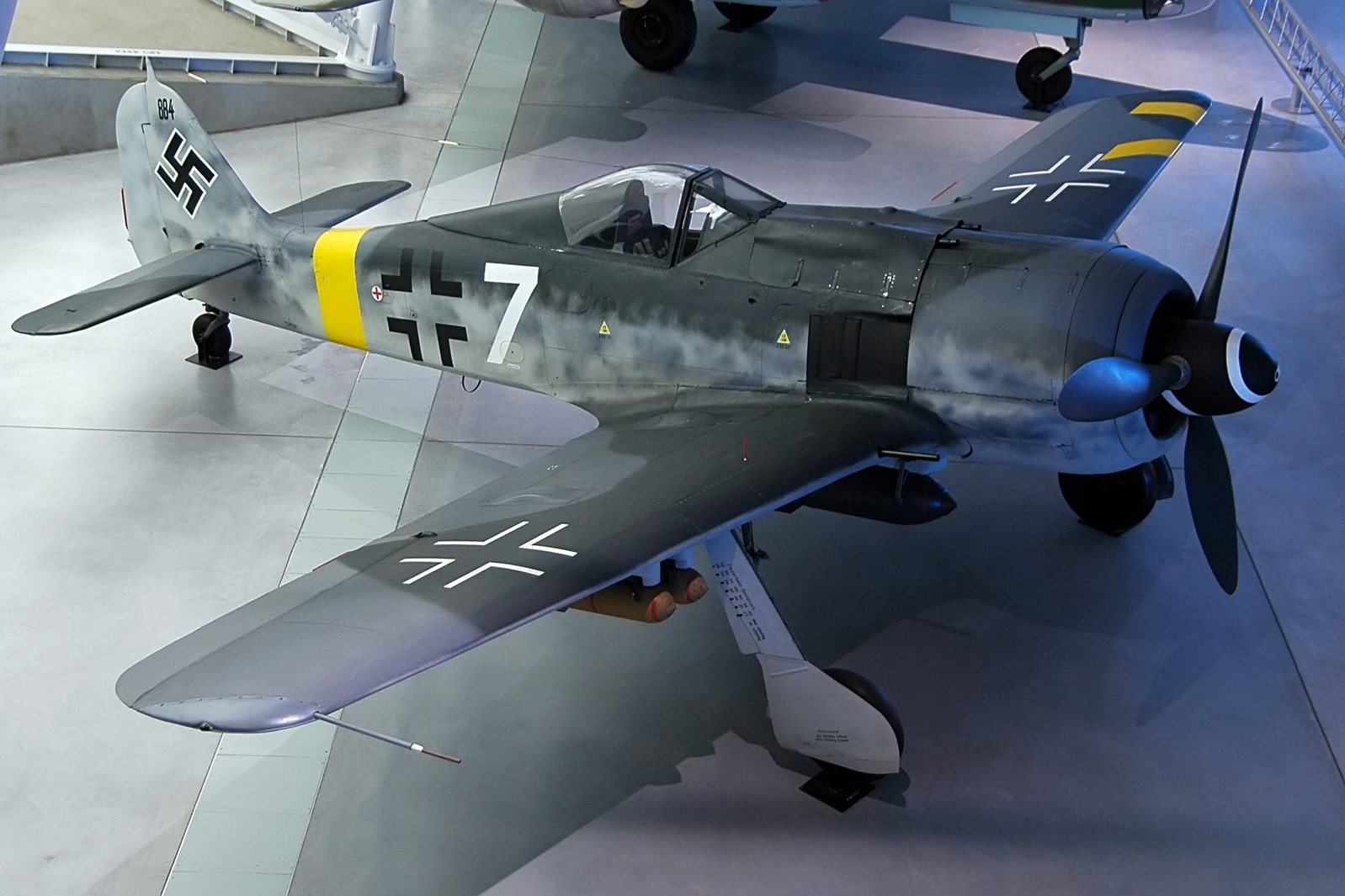
El Fw 190F fielmente restaurado del Smithsonian, que muestra ambas formas de Balkenkreuz en forma de "baja visibilidad" solo en los flancos.

Se utilizaron escarapelas aeronáuticas para distinguir a amigos de enemigos. Hubo varios cambios en las marcas de identificación desde 1935 hasta el final de la guerra en 1945. De 1933 a 1935, los aviones civiles fueron pintados con una banda horizontal de color rojo brillante con una esvástica negra en un círculo blanco superpuesto, que aparecía solo en el estabilizador vertical. A partir de 1936, la Balkenkreuz (cruz nacional con cuatro brazos iguales), heredada básicamente del período de servicio de la Luftstreitkräfte a principios de la primavera de 1918, cuando apareció por primera vez en la Primera Guerra Mundial, se adoptó en blanco y negro, con proporciones algo diferentes a la insignia del período de la Primera Guerra Mundial, y sin el borde blanco que delinea los "extremos" de la cruz, los bordes blancos forman cuatro "costados" en ángulo recto alrededor de la cruz central negra. Estaba pintada en el fuselaje aproximadamente a mitad de camino entre el ala y la cola y en los lados superior e inferior de cada ala. Los costados venían en dos formatos de dimensiones reglamentarias, con algunos mucho más estrechos antes de julio de 1939 utilizados en las seis posiciones de la estructura del avión; una variación con líneas más anchas, para usar debajo de las alas y en los lados del fuselaje, entró en uso a partir de julio de 1939. Esto ayudó en la identificación inmediata.

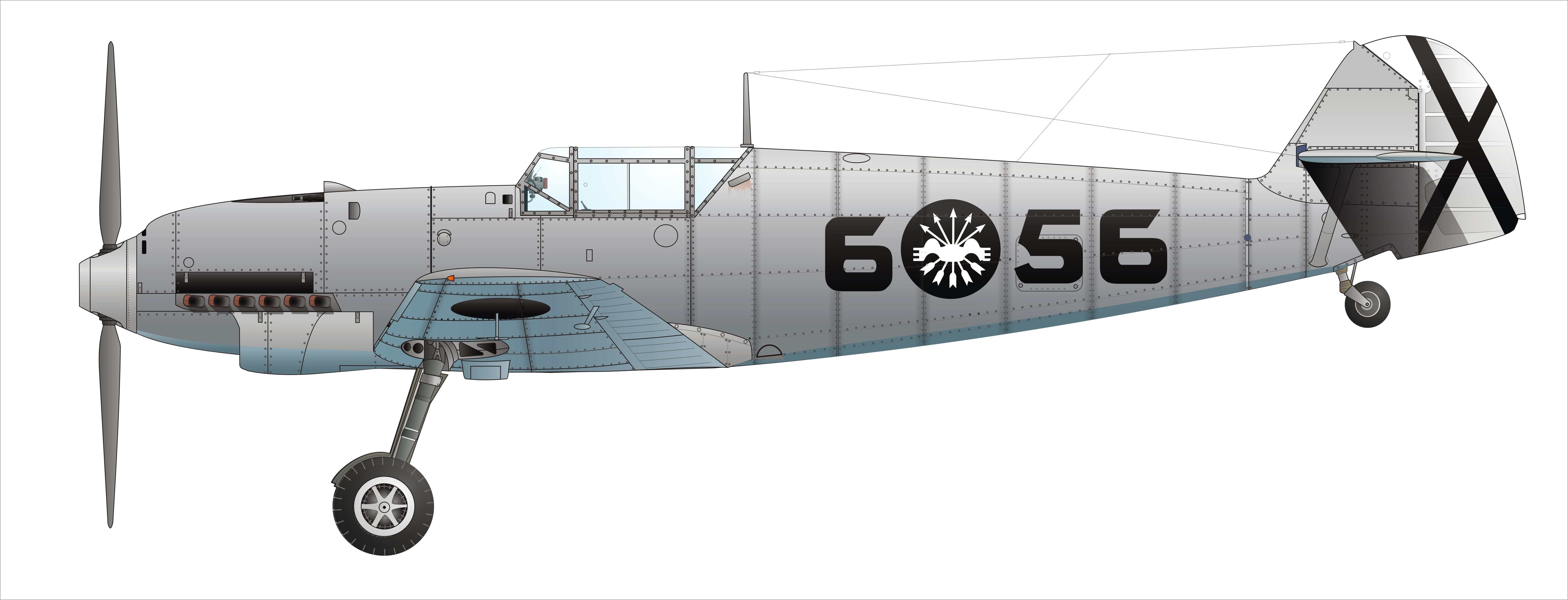
Un Bf 109C de la Legión Cóndor con cruces de San Andrés en las alas y la cola.

Durante la Guerra civil española, donde participó la Luftwaffe a través de la Legión Cóndor, los aviones fueron repintados con una Cruz de Borgoña blanca dentro de un círculo negro. La cola era toda blanca con la Cruz de Borgoña en el timón. En la propia Alemania, el Balkenkreuz se utilizó una vez más como insignia nacional en el fuselaje y las alas en seis lugares, inicialmente con un conjunto muy estrecho de cuatro "costados" blancos, que se ampliaron hacia 1938-1939, con la habitual esvástica en el superficies de cola verticales, generalmente en la aleta fija, pero a veces en el timón (como se hizo en algunos aviones diseñados por Arado) y en diseños de fuselajes que tenían una aleta pequeña o una reforzada con puntales. Los aviones sanitarios estaban pintados con una cruz roja sobre un fondo circular blanco. Más adelante en la guerra, cuando el camuflaje era más necesario, la Balkenkreuz tenía sólo un contorno blanco o negro en un formato de "baja visibilidad", que consistía únicamente en las cuatro "líneas" en ángulo recto que anteriormente habían bordeado el ahora ausente centro negro de la Balkenkreuz, y la esvástica también solía estar hecha con un borde blanco o negro únicamente, omitiendo la forma negra central.

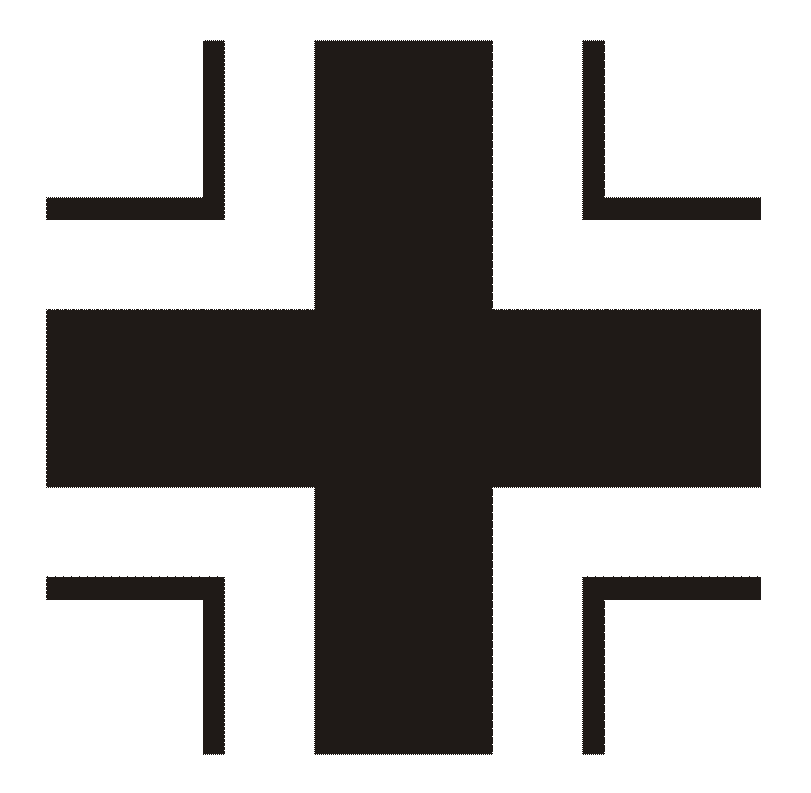
La versión "ancha" de la Balkenkreuz de julio de 1939 en adelante, utilizada debajo de las alas y en los costados del fuselaje durante la Segunda Guerra Mundial.

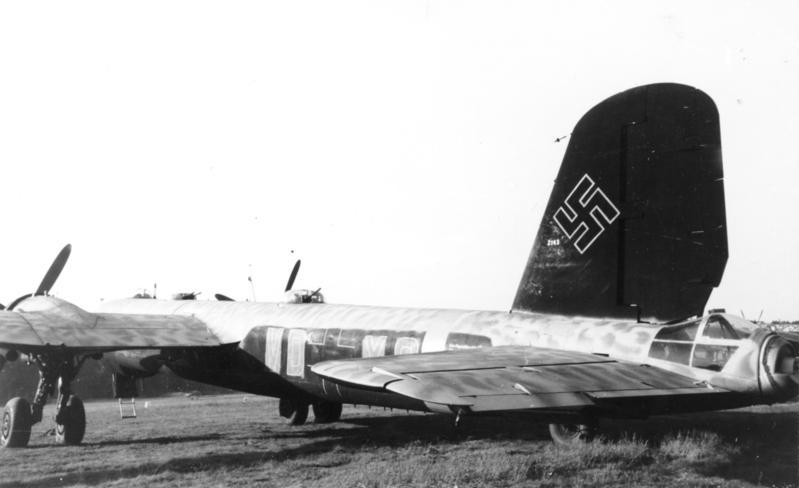
Un bombardero Heinkel He 177 con la Balkenkreuz en el fuselaje y en superficies inferiores y laterales.

Sin embargo, los ejemplos de producción del Heinkel He 177, curiosamente, la mayoría de las veces procedían de las fábricas de Heinkel y Arado subcontratadas con un conjunto de insignias Balkenkreuz, la mayoría de las veces la variante del lado estrecho del ala superior utilizada como estándar para todos los aviones de la Luftwaffe, en las seis posiciones a lo largo de su despliegue en la guerra, como lo era el reglamento antes de julio de 1939 para toda la Luftwaffe; estos a menudo se mostraban sin las líneas negras del exterior, aparentemente haciendo que las líneas blancas parecieran ser incluso más delgadas que el reglamento. Esto hacía que los trazos blancos en algunos fuselajes de los He 177 fuera 1/80 de estrecho cuando el reglamento exigía que el ancho fuera de 1/20. A veces, la Balkenkreuz de debajo del ala se sustituía por la versión "estrecha" en algunos He 177A.
Hasta 1935, los aviones civiles sólo tenían una matrícula pintada. Por lo general, se trataba de la letra D (de Deutschland), letra de identificación nacional que se utilizaba antes de 1928, seguida de tres o cuatro números. Después de 1935, los aviones militares llevaban, en el fuselaje, un código del Geschwaderkennung alfanumérico de cuatro caracteres con la Balkenkreuz después de los dos primeros caracteres, que siempre constaba de una letra y un número en una combinación única para un Geschwader o un Gruppe específico. La tercera letra siempre designaba la identificación de la aeronave individual dentro de un i, mientras que la cuarta letra designaba al propio Staffel dentro del Geschwader o del Gruppe más grande a la que pertenecía.

### Camuflaje

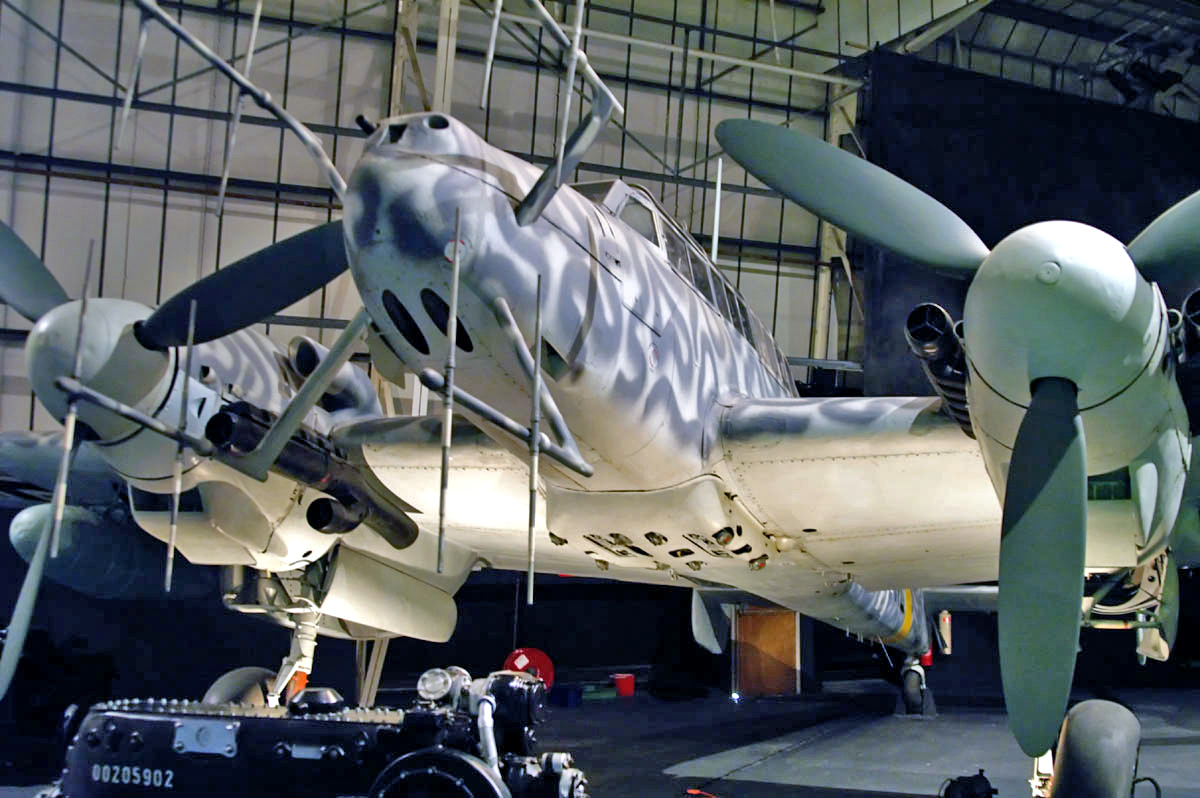
Un caza nocturno Bf 110G conservado en el museo con su preciso camuflaje nocturno de color base claro, que también lleva líneas grises irregulares en forma de "espejo de ondas".

En la Luftwaffe, existían regulaciones centralizadas sobre los patrones del camuflaje. En la práctica, estos fueron modificados o ignorados. Las unidades en varias áreas utilizaron su propia forma de pintar el avión, excepto los identificadores alfanuméricos de las Geschwaderkennung. Las unidades en el extremo norte de Europa utilizaban líneas onduladas de color azul pálido sobre un fondo gris. Las unidades nocturnas tanto de cazas como de bombarderos tendían a colorear sus aviones completamente de negro con un patrón marrón o gris claro. Esto cambió a principios de 1942: los cazas nocturnos fueron pintados de un gris claro en las partes superiores y en los laterales del fuselaje, con la parte inferior de color azul claro, luego se rociaron con manchas irregulares de color gris oscuro o líneas irregulares de color gris oscuro en todas sus superficies superiores. Las líneas irregulares estaban destinadas a coincidir con los intrincados patrones de las olas del océano (generalmente llamados camuflaje de "espejo de olas") vistas desde el aire, especialmente para las intercepciones de los bombarderos nocturnos de la RAF sobre el mar del Norte. Los cielos nocturnos sobre Alemania generalmente tenían algo de luz de la luna o incluso de las luces de la ciudad que se reflejaban hacia arriba, lo que hacía que un color base claro fuera efectivo para los cazas nocturnos contra cielos a veces nublados o con niebla por debajo de las altitudes de combate habituales de los cazas nocturnos. Los aviones marítimos y de reconocimiento que operaban sobre el mar del Norte tendían a pintar la parte inferior de azul claro y la parte superior de gris oscuro o verde oscuro para parecerse al mar. En 1943, a medida que las condiciones económicas se endurecían, las unidades de primera línea utilizaron pintura aliada capturada cuando estaba disponible. El control central sobre el camuflaje se relajó aún más.

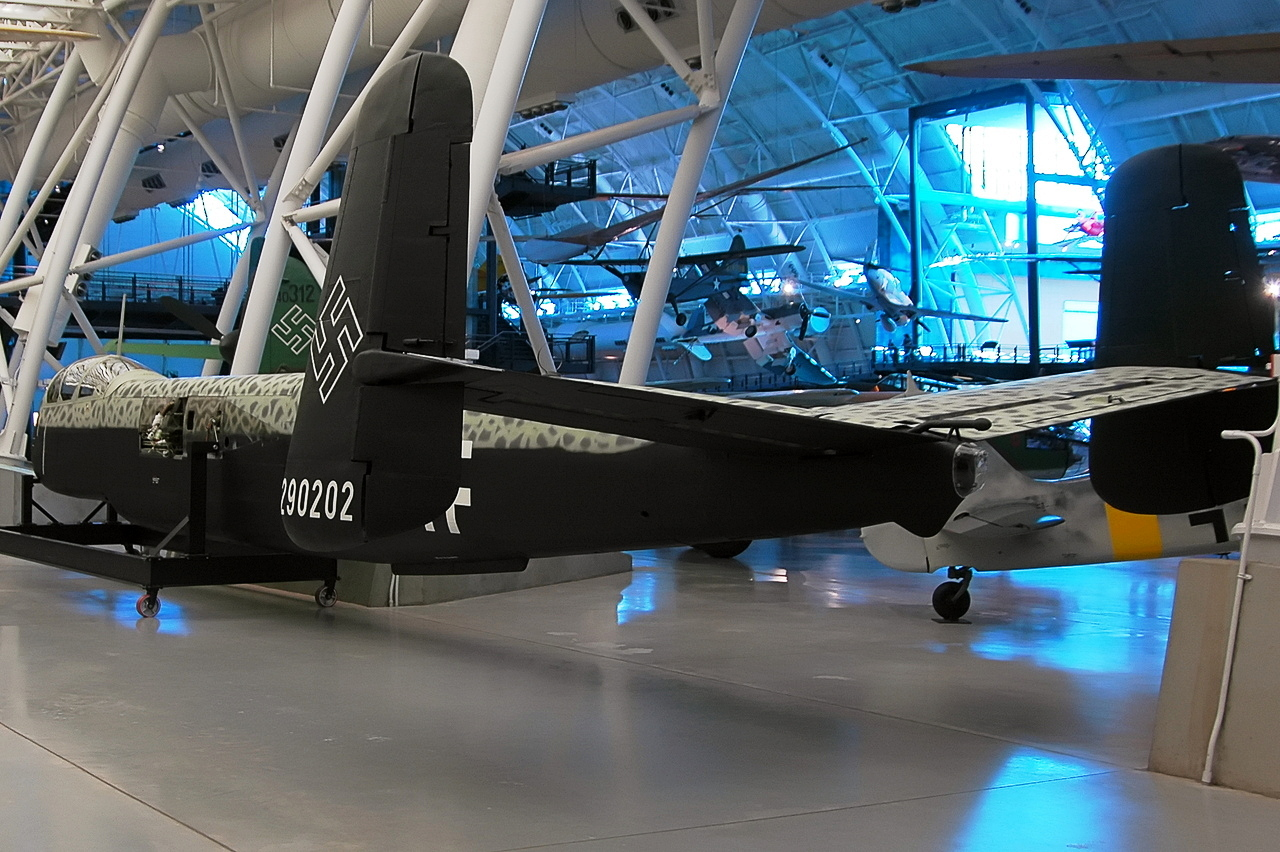
Fuselaje del Heinkel He 219.

Los ejemplos de cazas nocturnos desplegados posteriormente que defendían el Reich y bombarderos pesados Heinkel He 177 utilizados para incursiones nocturnas sobre Inglaterra, como en la Operación Steinbock, a menudo volvieron a pintar la parte de abajo en negro en lugar de en azul, que había sido utilizado durante los años anteriores. Mientras, se conservaba el color base gris claro basado en las líneas irregulares de "espejo ondulado" de color gris más oscuro o las manchas irregulares en las superficies superiores. Con las unidades disolviéndose y reformándose con frecuencia, los patrones intrincados se volvieron menos comunes. El verde oscuro se convirtió más o menos en el estándar. Ante el deterioro de las condiciones y la escasez de suministros, se utilizaron varios esquemas de colores variados. Esto cambió sólo para aquellas unidades de cazas diurnos y "destructores" que volaron como parte de la campaña de defensa del Reich (Reichsverteidigung). Más tarde, en 1944, estas unidades adoptaron el patrón de una banda de color distinta, o bandas de dos colores, alrededor del fuselaje de popa, y cada Geschwader solía tener su propia combinación única.

#### Unidades de combate diurno
Las unidades de caza utilizaban insignias para representar el rango o la antigüedad del piloto. También se utilizaron barras, puntas o cruces para representar el Gruppe al que pertenecía y un número que representaba al Jagdgeschwader. El Geschwaderkommodore de un geschwader de combate estaba representado por dos bandas y una barra vertical. El Gruppenkommandeur estaba representado por dos bandas; mientras que un Oficial Técnico de un Gruppe tendría una sola banda y un círculo. También se aplicó la abreviatura de los Geschwader como JG 11, ZG 110. Para un piloto, habría una línea negra gruesa alrededor de la aeronave. Algunas unidades de caza también utilizaban patrones geométricos de franjas horizontales blancas y negras alternas en el capó del motor, o patrones de tablero de ajedrez, también en el capó. Durante la campaña de Defensa del Reich, hubo una adopción generalizada de un sistema de bandas traseras de colores en el fuselaje, con combinaciones únicas asignadas a cada Jagdgeschwader involucrado en la campaña. El uso de estas bandas de colores en el fuselaje se abandonó a mediados de 1944. En un momento, se probó un esquema de color que pintaba el timón en blanco, similar a lo que se había hecho durante la campaña del Norte de África, para unidades dedicadas a tareas de Defensa del Reich.
La forma no oficial de representar la unidad era la insignia de la unidad. Estas quedaban únicamente a discreción del oficial al mando, por lo que aparecieron insignias de todas las formas, tamaños y temas. En el Frente Oriental, fueron oficialmente prohibidos en años posteriores porque proporcionaban inteligencia al enemigo.

#### Unidades restantes

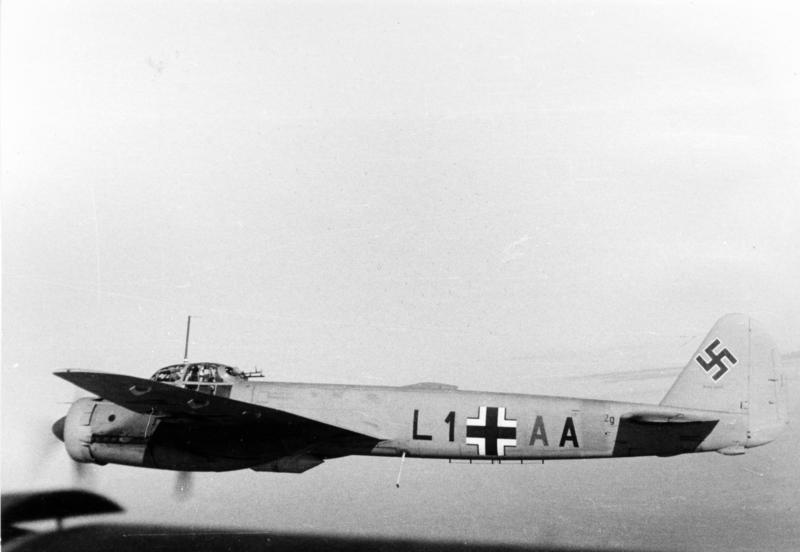
Un Ju 88A que muestra el Geschwaderkennung del Geschwaderstab/LG 1.

Las alas de combate de los Geschwader, distintas de los cazas diurnos, durante la guerra generalmente llevaban un código de identificación de cuatro caracteres, comenzando con un Geschwaderkennung alfanumérico de dos caracteres ("código de ala", un código único para cada Geschwader) a la izquierda de la Balkenkreuz, y dos letras a la derecha, que indicaban el Staffel, y el Staffel dentro del Geschwader. El código completo de cuatro caracteres generalmente se mostraba en los lados del fuselaje. Las unidades del tamaño de Gruppe y Staffel también podían tener sus propios códigos únicos de este tipo, utilizados con mayor frecuencia para reconocimiento y aviación marítima. Los Staffeln de los Gruppen de observación meteorológica, utilizaban el código alfanumérico de cuatro caracteres casi siempre usando una "H" como última letra. Al final de la guerra, los dos primeros caracteres del código Geschwaderkennung (que designa al geschwader) estaban representados en los lados del fuselaje en un tamaño mucho más reducido, posiblemente como una medida de seguridad de "baja visibilidad". El código tendió (aunque no siempre) a omitirse por completo en 1945.